# Nom des mois selon le calendrier hégirien
 (signalé en août 2025).
Si vous disposez d'ouvrages ou d'articles de référence ou si vous connaissez des sites web de qualité traitant du thème abordé ici, merci de compléter l'article en donnant les références utiles à sa vérifiabilité et en les liant à la section « Notes et références ».
- Archive Wikiwix
- Bing
- Cairn
- DuckDuckGo
- E. Universalis
- Gallica
- Google
- G. Books
- G. News
- G. Scholar
- Persée
- Qwant
- (zh) Baidu
- (ru) Yandex
- (wd) trouver des œuvres sur Wikidata

Avant l'islam, les Arabes suivent un calendrier luni-solaire. Les premiers musulmans instaurent le calendrier hégirien, fondé sur l'année lunaire. Nous sommes alors  sous le règne du calife Umar ibn al-Khattab, qui ordonne que la première année soit l'année 17 après l'Hégire. Le premier mois de cette année est le mois Mouharram. 
Le calendrier hijri est basé sur l'année lunaire (officiel en Arabie saoudite) et est utilisé pour calculer les événements religieux islamiques.
L'année lunaire tire son nom du temps que la Lune met pour parcourir 12 fois son orbite autour de la Terre. Elle est connue chaque mois par ses formes ou lunaisons : la première lumière de la Lune apparaît sous la forme d'un fin croissant (hilal) et se termine avec la disparition de la dernière lumière. Douze lunaisons couvriront l'année lunaire, « Hijra » chez les musulmans.

## Les noms des mois hijri
1. Le premier mois s'appelle Mouharram (internationalement) et Safar el Aouel selon certains coranistes.
2. Le deuxième mois s'appelle Safar
3. Le troisième mois s'appelle Rabia al awal
4. Le quatrième mois s'appelle le Rabia ath-thani
5. Le cinquième mois s'appelle Joumada al oula
6. Le sixième mois s'appelle Joumada ath-thania
7. Le septième mois s'appelle Rajab
8. Le huitième mois s'appelle Shaban
9. Le neuvième mois s'appelle le Ramadan
10. Le dixième mois est Shawwal
11. Le onzième mois s'appelle Dhou al qi`da
12. Le douzième mois s'appelle Dhou al-hijja